# Laguna de Alvarado (México)
La laguna de Alvarado es un estuario salobre o laguna costera, localizada en el centro-sur del estado de Veracruz, México, en el municipio de Alvarado. En ella desemboca el río Papaloapan, así como otros ríos menores como el Limón, el Blanco, Acula y Camarón, así como diversas lagunas costeras e interiores como Camaronera, Tlalixcoyan, Buen País, Popuyeca, Atzizintla, entre más de 100 cuerpos lénticos distintos, intercomunicados del llamado «complejo o sistema lagunar de Alvarado». Este complejo lagunar incluye cuerpos de agua de varios municipios vecinos de la baja cuenca del Papaloapan, como Alvarado, Tlacotalpan, Acula, Ignacio de la Llave, Tlalixcoyan, Lerdo de Tejada, Ixmatlahuacan, Tierra Blanca, Cosamaloapan, Amatitlán y Carlos A. Carrillo.
Asimismo el «sistema lagunar de Alvarado», fue incluido el 2 de febrero de 2004 en el listado de humedales de Importancia Internacional (sitio Ramsar n.º ref. 1355, con un área protegida de 267 010 ha).

## Ubicación
Se localiza al sureste del estado de Veracruz, en la llanura costera Sur del golfo de México, conocida localmente como llanura de Sotavento, entre las coordenadas geográficas 18º44'00" y 18°52'15" de latitud norte y 95º44'00" y 95º57'00" de longitud oeste. 

## Hidrografía

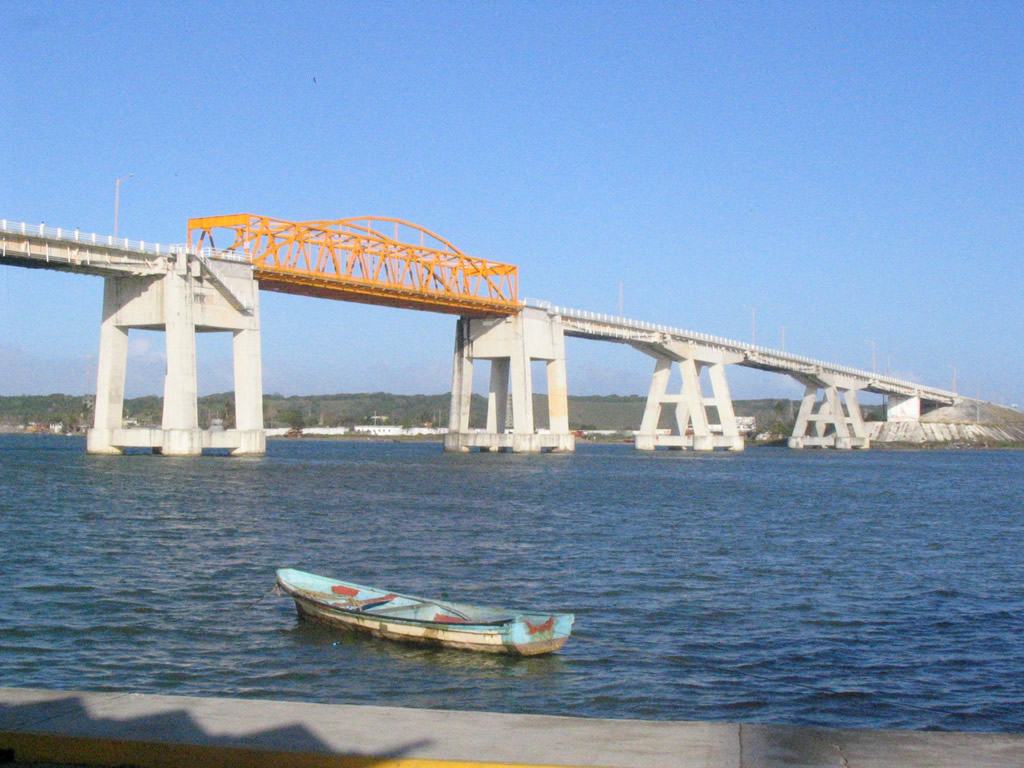
El puente de Alvarado, sobre el corto tramo del río Papaloapan que hace de emisario de la laguna de Alvarado

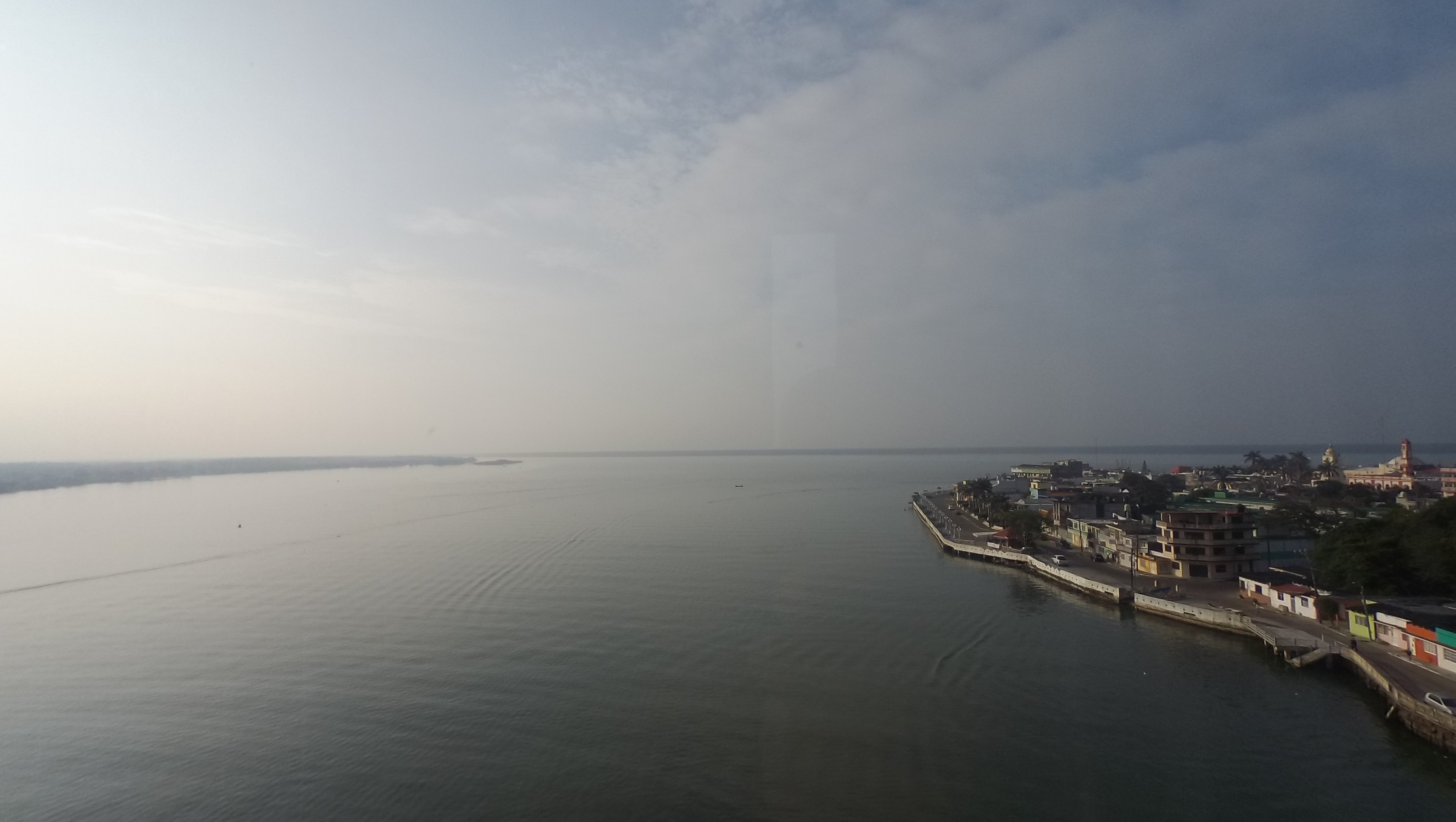
Vista del puerto de la ciudad de Alvarado en la desembocadura del río Papaloapan, visto desde el mismo puente de Alvarado

En la región Sureste del complejo descarga sus aguas el río Papaloapan (uno de los ríos más caudalosos de México); los ríos Camarón y Blanco desembocan en la laguna Tlalixcoyan y el Acula se conecta directamente con el cuerpo de agua central.
Los aportes de agua continental que recibe permanentemente la laguna de Alvarado a través de los ríos, se ven incrementados en la época de lluvias y "nortes" (entre junio y diciembre). Por otra parte, el flujo de aguas marinas se lleva a cabo por la desembocadura del río Papaloapan y por un canal artificial que comunica la laguna Camaronera con el mar.

## Clima
De acuerdo a la clasificación climática de Köeppen modificado por Enriqueta García, la laguna de Alvarado presenta un clima de tipo Aw"2 (i), que corresponde a cálido subhúmedo —el más húmedo de los subhúmedos—, isotermal, con lluvias en verano. La temperatura media anual es de 26 °C y la media del mes más frío por arriba de 18 °C, con una oscilación entre de entre 5 y 7 °C. La corta temporada de "sequía" se presenta entre los meses de enero y mayo, la temporada de lluvias se prolonga de junio a octubre, los "nortes" (masas de aire frío, durante el invierno) tienen lugar de noviembre a febrero.

## Flora
El contorno de la laguna se encuentra poblado por manglares, predominando el «mangle rojo» (Rhizophora mangle), aunque se observan también Avicennia germinans y Laguncularia racemosa. En la época de lluvias abunda el lirio acuático (Eichornia crassipes). La vegetación sumergida del área litoral inmediata a la zona de manglar está integrada casi totalmente por Ruppia maritima. A dicha flora se asocia estrechamente una fauna muy particular, entre la que figuran varios moluscos. En aguas más profundas se encuentran diversas especies de algas, destacando la rodofita Gracilaria verrucosa.
Los humedales aledaños a la laguna de Alvarado y su complejo lagunar circundante, contienen una elevada biodiversidad y ecosistemas representativos de la planicie costera del golfo de México, incluyendo vegetación de dunas costeras, espadinal (Cyperus spp.), tular (Typha spp.), apompal (Pachira aquatica), diferentes tipos de palmas (Sabal mexicana, Scheelea liebmanii, Acrocomia mexicana), encinar de Quercus oleoides, selva mediana subperennifolia con vegetación secundaria, selva baja caducifolia, acahuales, pastizales inundables y acuáticos, así como zonas agropecuarias.

## Fauna
La fauna está compuesta por al menos 150 especies de anfibios, reptiles, mamíferos y 300 de aves, muchas de las cuales son de importancia económica. Los humedales de la región de Alvarado se encuentran entre las áreas con mayor diversidad aviar y biológica en el estado; esta gran variedad de aves acuáticas y terrestres está asociada a los distintos hábitats de la región.
Entre esta gran variedad se pueden listar poblaciones de aves residentes y migratorias de 15 especies de garzas (Ardeidae), 14 de patos (Anatidae), 28 especies de rapaces (Accipitridae, Falconidae), 27 especies de aves playeras (Charadriidae, Recurvirostridae y Scolopacidae), 14 de gaviotas y golondrinas marinas (Laridae), 5 de martines pescadores (Alcedinidae) 27 de mosqueros (Tyrannidae), 30 de chipes (Parulidae), 16 de chichiltotes y calandrias (Icteridae) y así hasta las 311 especies hasta ahora registradas. Además 35 especies, que han sido registradas por otros autores y que pueden tener ocurrencia en la zona, arrojan un total de 346 especies; lo que constituye un 32,64% de las especies de aves que se encuentran en todo México. Es además una zona de congregación de especies acuáticas y zona de reproducción de rapaces como Rostrhamus sociabilis, Buteogallus anthracinus, Buteogallus urubitinga y Busarellus nigricolis.
Entre las especies de fauna registradas dentro del complejo lagunar y humedales aledaños, se encuentran varias incluidas dentro de alguna de los estatus de protección de la NOM-059-SEMARNAT-2003, entre ellas : tortuga blanca (Dermatemys mawii), chopontil (Claudius angustatus), cocodrilo de pantano o lagarto (Crocodylus moreletii), cigüeña jabiru (Jabiru mycteria), pato real (Cairina moschata), tlacuache acuático (Chironectes minimus), brazo fuerte (Tamandua mexicana), tigrillo (Leopardus pardalis), manatí o vaca marina (Trichechus manatus), entre otras.
En la laguna se encuentran registradas más de 100 especies de peces, 62 de moluscos, 32 de crustáceos, entre otras muchas especies no mencionadas de insectos, miriapodos, invertebrados de phyllums menores, etc.

## Importancia ecológica y conservación
Dada la gran biodiversidad que albergan los humedales del complejo lagunar de Alvarado, su conservación es primordial desde el punto de vista ambiental, en ella se han llevado a cabo diversos estudios por parte de instituciones de la talla de la UNAM, la Universidad Veracruzana, el INECOL A.C., CONABIO, entre otras.
La laguna de Alvarado y los ecosistemas adyacentes, si bien no están considerados propiamente como una Área Natural Protegida dentro del SINANP (Sistema Nacional de Áreas Naturales Protegidas), se encuentran incluidos según lo establecido en la CONABIO en diversas categorías de conservación, entre otras: Región Terrestre Prioritaria (humedales del Papaloapan), Región Marina Prioritaria (sistema lagunar de Alvarado), Región Hidrológica Prioritaria (humedales del Papaloapan, San Vicente y San Juan), Área de Importancia para la Conservación de Aves, AICAS (humedales de Alvarado).
Asimismo el «sistema lagunar de Alvarado», fue incluido el 2 de febrero de 2004 en el listado de humedales de Importancia Internacional o sitios RAMSAR (n.º ref. 1355, con un área protegida de 267.010 hectáreas).
La región presenta diversos problemas ambientales, entre otros: 
- modificación del entorno gracias construcción de carreteras, relleno de áreas inundables para uso agropecuario y urbano, tala de manglares y modificación de la vegetación por actividades agrícolas (principalmente cultivo de caña de azúcar);

- contaminación por actividad petrolera y desechos de la industria azucarera (ingenios San Cristóbal, San Gabriel, San Pedro y San Francisco) y papelera, desechos industriales y urbanos (Alvarado, Tlacotalpan, Cosamaloapan, Tuxtepec y la zona industrial Córdoba-Orizaba);

- uso y sobreexplotación de recursos, entre ellos por violación de vedas y tallas mínimas, pesca y caza indiscriminada de diversas especies, entre las que se pueden mencionar: tortugas de río, larvas de especies de importancia comercial (tismiche), etc., uso de suelo agrícola y ganadero.